# آنتوان مارفان
آنتوان برنار-ژان مارفان (فرانسوی: Antoine Bernard-Jean Marfan‎؛ ‏ ۲۳ ژوئن ۱۸۵۸ – ۱۰ فوریهٔ ۱۹۴۲) پزشک متخصص نوزادان و کودکان اهل فرانسه بود. وی تحصیلات خود را در تولوز و پاریس انجام داد و در سال ۱۸۸۶ فارغ‌التحصیل شد. پس از پایان خدمت نظامی، به عنوان استاد بهداشت نوزادان در یک کلینیک پزشکی کودکان در دانشگاه پاریس مشغول به‌کار شد و در همان هنگام به‌عضویت فرهنگستان ملی پزشکی درآمد.
او در سال ۱۸۹۶ نوعی ناهنجاری ژنتیکی بافت همبند را شرح داد که بعدها نشانگان مارفان نام گرفت. این نام را نخستین بار پزشک هلندی «هنریکوس یاکوبوس ماری ویفه» ساکن اوترخت در سال ۱۹۳۱ به‌کار برد. البته امروزه تصور بر آن است که بیمار مارفان (دختر پنج ساله‌ای به نام گابریل) به اختلالِ مشابهِ دیگری به نام «آراکنوداکتیلی انقباضی مادرزادی» مبتلا بوده است و نه به سندرم مارفان. آنتوان مارفان پژوهش‌هایی هم بر روی سل، دیفتری و تغذیه کودکان انجام داد و با همکاری ژاک-ژوزف گرانشه و ژول کومبی «رساله‌ای در مورد بیماری‌های دوران کودکی» را تألیف کرد.